# Bund Entschiedener Schulreformer
Der Bund Entschiedener Schulreformer (BESch) war eine Vereinigung zur Erneuerung des Erziehungs- und Bildungswesens in der Weimarer Republik.

## Vorgeschichte
Nach der Novemberrevolution wurden im Dezember 1918 vom preußischen Ministerium für „Wissenschaft, Kultur und Volksbildung“ unter den Ministern Konrad Haenisch (SPD) und Adolph Hoffmann (USPD) umwälzende kultur- und bildungspolitische Veränderungen ins Auge gefasst, die auch im Reformausschuss des Berliner Philologenvereins zu Diskussionen über die Gestaltung des zukünftigen Erziehungs- und Bildungswesens führten. Dabei zeigte sich bereits in den Weihnachtsferien 1918/19, dass die im Dienst belassene, kaisertreue Schulverwaltung und die konservative, teils reaktionäre Mehrheit im Philologenverein keine Veränderungen im Erziehungs- und Schulwesen zulassen wollten. Die Reformer stießen zuerst mit der Idee, die Hochschulen für Erzieher, Volksschullehrer und sonstige Ausbilder zu öffnen und akademische Studiengänge dafür einzurichten, auf Widerstand bei Lehrern höherer Lehranstalten. Deshalb schlossen sich die Reformer im Philologenverein 1919 zum „Bund Neue Hochschule“ zusammen, für den die Zeitschrift Die Neue Erziehung herausgegeben wurde.

## Gründung
Nachdem bis zum Sommer 1919 die Arbeitsbedingungen für diese kleine Gruppe innerhalb des Philologenvereins wegen unvereinbarer Reformvorstellungen unerträglich geworden waren, spalteten sich zunächst 24 Pädagogen ab – unter ihnen Franz Hilker, Fritz Karsen, Siegfried Kawerau, Otto Koch, Theodor Lessing, Paul Oestreich, Elisabeth Rotten, Anna Siemsen und Arno Wagner. Bei einem Treffen am 18. September 1919 im Konferenzzimmer des Werner-Siemens-Realgymnasiums in Berlin-Schöneberg gründeten sie den „Bund Entschiedener Schulreformer“. Der Name knüpfte an den Bund für Schulreform an, der um die Zeitschrift Der Säemann Hamburger und Bremer Reformpädagogen von 1908 bis 1915 unter Ernst Meumann, Peter Petersen und Gertrud Bäumer vereinte und mehrere Schulkongresse veranstaltet hatte. Das Wort „Entschiedene“ verweist darauf, dass die Schulreformer nach dem „Weimarer Schulkompromiss“ den kultur- und bildungspolitischen Boden für ein letztlich entscheidendes „Reichsgesetz“ bestellen wollten, das als Voraussetzung zur Reform des aus der Kaiserzeit überkommenen Schulwesens in der Weimarer Reichsverfassung zwar vorgesehen, aber inhaltlich noch völlig offen gelassen worden war. Der „Bund Entschiedener Schulreformer“, der anfangs ein Zusammenschluss akademisch gebildeter Reformpädagogen war, verstand sich zwar als kulturpolitische, keinesfalls aber als partei- oder standespolitische Vereinigung. 1920 öffnete sich der Bund für alle Lehrer und Erzieher und ab 1921 konnten ihm auch pädagogisch interessierte Laien beitreten. Der Gründungsvorstand des Bundes bestand aus Hildegard Wegscheider und den ehemaligen Mitgliedern des Philologenvereins Fritz Karsen, Siegfried Kawerau, Paul Oestreich und Arno Wagner.

## Ziele
„Gegenüber der bis dahin überwiegend verfolgten ‚inneren‘ Schulreform zeigte das Programm des Bundes, dass es jetzt vor allem auch um die ‚äußere‘ Schulreform ging, um eine umfassende ‚Erneuerung des Erziehungs- und Bildungswesens‘, wie es in § 1 der Satzung des Bundes hieß.“
„In der Satzung bekannte sich der Bund zur neuen Demokratie: ‚Allgemeine Voraussetzung für die Mitgliedschaft ist ein entschiedenes Bekenntnis zur Idee des freien Volksstaates und zum Geist sozialer menschheitsumfassender Gemeinschaft.‘ Werte und Parolen wie ‚Gemeinschaftssinn‘, ‚genossenschaftliche Zusammenarbeit‘, ‚Menschenwürde‘, <…> ‚Völkerachtung‘ [oder] ‚brüderliches Denken und Handeln im Verkehr der Menschen und Völker‘ bezeichneten die weltanschauliche Willensrichtung und die Zielsetzungen der angestrebten Schulreform.“
Mit seinen kultur- und sozialkritischen Ideen zur Reform des Erziehungs- und Bildungswesens bezog der Bund Stellung
- „gegen eine mit altem Gedanken- und Gefühlswerk mühsam gestützte Zivilisation,
- gegen den Geist des Militarismus, gegen Völker-, Rassen- und Konfessionsverhetzung,[4]
- gegen alle Ungerechtigkeiten sozialer Privilegierungen und willkürlicher Machtansprüche.“[5]

Das vom Bund als grundlegend angesehene Schulmodell war das einer sozial ausgerichteten, demokratischen und weltlichen Einheitsschule, die „elastisch“ die individuellen Begabungen und Interessen der Schüler fördern sollte und im Sinne einer Arbeitsschule Theorie und Praxis im Unterricht zusammenführt.

## Tätigkeit und Wirkung
Der „Bund Entschiedener Schulreformer“, der sich unter der Führung von Paul Oestereich ab 1921 zu einem „Volksbund“ ausweitete, stieß mit seinen Zielen zur Erneuerung des Erziehungs- und Bildungswesens nicht bei allen reformfreudig Gesinnten auf Zustimmung. Hauptgegensatz war die vom Bund geforderte Einführung der weltlichen Einheitsschule und deren Weiterentwicklung zur Produktionsschule. Im Rückblick erscheinen diese Reformvorstellungen heute utopisch, 1919 jedoch lagen sie durchaus in politischer Reichweite. Das Zeitfenster für grundlegende Reformen des Bildungssystems in der Weimarer Republik begann sich aber schon im „Weimarer Schulkompromiss“ zu schließen, als die Schule zum Spielball parteipolitischer und kirchlicher Interessen wurde.
Diese Entwicklung setzte sich im Reichsgrundschulgesetz vom 28. April 1920 und auf der Reichsschulkonferenz im Juni 1920 fort. Der „Bund Entschiedener Schulreformer“ beteiligte sich an der Reichsschulkonferenz, konnte sich aber in entscheidenden Punkten nicht durchsetzen. Heinrich Schulz, SPD-Politiker und Initiator der Konferenz, musste sich vorwerfen lassen, die grundlegende Forderung nach einer sozialen, demokratischen und weltlichen Einheitsschule und Produktionsschule mit Rücksicht auf die Kirchen und die Zentrumspartei preisgegeben zu haben, um diese Koalitionsoption für die SPD offen zu halten. Den Anhängern des „Philologenvereins“ gelang es, die Einheitsschulbestrebungen der entschiedenen Schulreformer zu Gunsten eines gegliederten Schulwesens zurückzuweisen. Paul Oestereich fasste das Ergebnis der Reichsschulkonferenz in Abwandlung eines Zitats aus Goethes Faust II so zusammen: „Ein großer Aufwand, schmählich! ist vertan.“
Die Tätigkeit des Bundes bestand in der Behandlung grundlegender Themen in Arbeitsgemeinschaften, Konferenzen, Aufrufen, Eingaben an Behörden und in pädagogischen Schriften zur fachwissenschaftlichen sowie kultur- und bildungspolitischen Diskussion und Öffentlichkeitsarbeit. Die Jahrestagungen des Bundes waren Höhepunkte und besonders geeignet, die Augen das Fachpublikums und der interessierten Öffentlichkeit auf Problemstellungen und Entwicklungsmöglichkeiten des Erziehungs- und Bildungswesens zu lenken. Dazu wurden Vorträge unter folgenden Themensetzungen gehalten und in Berichten und Resolutionen der Tagungen publiziert:
- 1919: „Entschiedene Schulreform“[7]
- 1920: „Schöpferische Erziehung“[8]; „Zur Produktionsschule“[9]
- 1921: „Frauenbildung und Wirtschaftsreform“; „Pazifismus und Erziehung“
- 1922: „Menschenbildung und Lebensgestaltung“[10]; „Kunst und Schule“[11]; „Jugendnot“[12]
- 1923: „Die Produktionsschule“[13]
- 1924: „Internationale Geschichtstagung“[14]
- 1925: „Der neue Lehrer“[15]
- 1926: „Strafrechtspflege“, „Der Jugendhelfer“
- 1927: „Großstadt und Erziehung“
- 1928: „Beruf, Mensch, Erziehung“
- 1929: „Eugenik und Erziehung“[16]
- 1930: „Frauenbildung und Kultur“[17]
- 1931: „Jugend, Erziehung und Politik“[18]
- 1932: „Das Kleinkind, seine Not und seine Erziehung“[19]

Mit ca. 5000 Mitgliedern in vielen Ortsgruppen im ganzen Reichsgebiet erwarb sich der Bund durch die Verbreitung humanistischer Ideale, die eine bewusstere demokratische und diskriminierungsfreie Erziehung und Bildung der Jugend durch die gesamte Gesellschaft zum Ziel hatten, Anerkennung in Fachkreisen. Innerhalb des Bundes kam es jedoch zu heftigen Auseinandersetzungen wegen der im politischen Umfeld zunehmend utopisch wirkenden Reformideen einerseits, und der ambivalenten Beurteilung und Unterstützung der wenigen praktischen Reformversuche andererseits. Mit Ausnahme im neu gebildeten Land Thüringen, wo unter Minister Max Greil (USPD) neue Verwaltungsstrukturen Ansätze zu einer entschiedenen Schulreform begünstigten, waren im Freistaat Preußen und in den meisten anderen deutschen Ländern bis Mitte der 1920er Jahre nahezu die vorrevolutionären Verhältnisse im Schulwesen wieder eingekehrt. Paul Oestreich forderte daher die Konzentration auf die öffentliche Meinungsbildung durch Agitation und wurde dabei immer dominanter. Die anderen führenden Köpfe aus der Anfangszeit reagierten auf die politischen Verhältnisse zunehmend fatalistisch und schieden nach und nach aus dem Bund aus. Dennoch nahm der Bund bis zur Machtergreifung der NSDAP und zwangsweisen Auflösung 1933 kritisch und engagiert Stellung zu allen schul- und bildungspolitischen Maßnahmen der Reichsregierung oder preußischen Staatsregierung und stellte deren Vorhaben eigene Vorschläge zur Schulreform gegenüber.

## Alte vs. neue Schule
Reformpädagogen charakterisierten die „alte Schule“ seit jeher als die ständisch gegliederte „Kastenschule“, die starre für alle Schüler gleiche „Zwangs- und Paukschule“, die mechanisierende „Lern- und Unterrichtsanstalt“. Die Kritik richtete sich gegen autoritäre Zucht, veraltete Unterrichtsinhalte und Verfahrensweisen, gegen die unsoziale Schulorganisation, gegen obrigkeitshörige und religiöse Indoktrination, gegen Passivität und Untertanengeist der Lehrer, gegen Standesdünkel und Abschottung der verschiedenen Lehrer- und Erzieherkategorien voneinander.
Im Gegensatz dazu sollten in der „neuen Schule“, für die die entschiedenen Schulreformer eintraten, Schüler, Eltern und Lehrer eine „Erziehungsgemeinschaft“ sein. Unter einer „kollegialen Schulverwaltung“ mit „Schülerselbstverwaltung“ sollte der Unterricht „koedukativen“ und „simultanen“ Konzepten folgen. Zu den Verfechtern der „neuen Schule“ gehörten neben Paul Oestreich (Die elastische Einheitsschule) unter anderen Gustav Wyneken (Freie Schulgemeinde), Hermann Lietz (Deutsche Landerziehungsheime), Tami Oelfken (Tami-Oelfken-Gemeinschaftsschule), Paul Geheeb (Odenwaldschule), Berthold Otto (Die Hauslehrerschule), Georg Kerschensteiner (Die Arbeitsschule), Peter Petersen (Die Jena-Plan-Schule), William Lottig (Die Hamburger Lebensgemeinschaftsschulen), Wilhelm Paulsen (Die Berliner Lebensgemeinschaftsschulen), Olga Essig (Die Berufsschule als Glied der Produktionsschule), Anna Siemsen (Aufbau eines einheitlichen horizontal gestalteten Schulwesens, in das die gesamte Berufs- und Fachschulbildung einbezogen wird) und Fritz Karsen (Karl-Marx-Schule).
Das gemeinsame Bindeglied für die unterschiedlichen Reformideen im „Bund Entschiedener Schulreformer“ war die Einheitsschulbewegung, das heißt der „Ausbau der Schule zur allumfassenden, autonomen Volksbildungs- und Volkserziehungs-Gemeinschaft vom Kindergarten bis zur Hochschule.“ Das System der Einheitsschule sollte nicht starr und geschlossen sein, sondern den Begabungen und Interessen der Schüler entsprechend gegliedert und anpassungsfähig sein. Wie diese innere und äußere Differenzierung der Einheitsschule ausgestaltet sein sollte, darüber gingen die Meinungen auseinander. Auf Grund der politischen Bedingungen in der Weimarer Republik und der gesetzlichen Restriktionen durch die Schulverwaltungen in den Ländern konnten die „entschiedenen Schulreformer“ in der Praxis kein als vorbildlich zu bezeichnendes Einheitsschulmodell entwickeln. „Die Lebensgemeinschaftsschulen, vor allem Fritz Karsens Aufbauschule, kamen den Vorstellungen am nächsten.“

## Publikationen
- Die Neue Erziehung – Zeitschrift für entschiedene Schulreform und freiheitliche Schulpolitik. (von 1919 bis zur Schließung im Juli 1933)
- Entschiedene Schulreform – Abhandlungen zur Erneuerung der deutschen Erziehung (Heft 1/1922 – Heft 51/1926)
- Die Lebensschule – Schriftenfolge des Bundes Entschiedener Schulreformer (Hrsg. Franz Hilker)
- Entschiedene Schulreform I, II, III, IV etc. – Sammelbände von Fachvorträgen, die auf Tagungen und Veranstaltungen des Bundes vorgetragen wurden.

## Nachtrag
Nach dem Zweiten Weltkrieg wurde in Westdeutschland das gegliederte Schulsystem der Weimarer Republik bis in die 1970er Jahre fortgeführt. Die Vorstellungen des ehemaligen „Bundes Entschiedener Schulreformer“ galten in der Adenauer-Ära als SPD- und KPD/SED-lastig und ideologisch verpönt. Schulreformer, wie Fritz Helling, Paul Oestreich oder Otto Koch, versuchten u. a. im Schwelmer Kreis vergeblich eine gesamtdeutsche Schulreform entsprechend den Statuten des „Bundes Entschiedener Schulreformer“ zu initiieren. Im Zuge der Diskussionen um die Einführung und Ausgestaltung der Gesamtschulen in den SPD-regierten Bundesländern während der 1960er und 1970er Jahre haben manche der Reformgedanken von 1919 bis 1933 wieder an Aktualität gewonnen. Die Binnendifferenzierung im Gesamtschulkonzept stellt eine Annäherung an die Idee der „elastischen Einheitsschule“ dar. Die neueren erziehungswissenschaftlichen Diskussionen, z. B. über das dreigliedrigen Schulsystem, die Ganztagsschule als Lebensschule, die Vorteile der frühkindlichen Bildung im Kindergarten oder die „Zukunft der Produktionsschulidee“, bringen die „verdrängte Tradition demokratischer Pädagogik und Bildungspolitik“ wieder ins Blickfeld.
Das Volksbildungssystem der untergegangenen DDR wies an den Polytechnischen Oberschulen und den Erweiterten Oberschulen einige beachtenswerte Merkmale der „elastischen Einheitsschule“ und der „Produktionsschule“ auf. Unter Volksbildungsminister Paul Wandel gab es in Zusammenarbeit mit Schulreformern, wie Erwin Marquardt, Paul Oestreich oder Heinrich Deiters, bis Mitte der 1950er Jahre reformpädagogische Ansätze, die auf eine gesamtdeutsche Schulreform abzielten. Hervorzuheben sind auch der vergleichsweise anspruchsvolle naturwissenschaftliche Unterricht und der polytechnische Unterricht in der sozialistischen Produktion. Allerdings war das Schulsystem in der DDR mit ideologischen Lerninhalten überfrachtet und in weiten Bereichen undemokratisch. Die Vordenker der SED konnten den „Bund Entschiedener Schulreformer“ nicht in der vorgeblichen Tradition „marxistischer“ Erziehungswissenschaft sehen und unterdrückten die Erinnerungen an ihn unter dem Vorwurf des Reformismus. Die Ehrungen und Auszeichnungen, die Paul Oestreich jenseits des 70. Lebensjahres ad personam in der DDR erhielt, obwohl seine Vorstellungen von der „elastischen Einheitsschule“ als zu individualistisch und jene von der „Lebensschule“ als sozialromantisch und zu idealistisch verworfen worden waren, hatten den propagandistischen Hintergrund, während der Adenauer-Ära auf die „tatsächlich noch alte Schule“  in den westdeutschen Ländern zu verweisen.